# Jackal (jeu vidéo)
Pour les articles homonymes, voir Jackal.
Jackal, appelé Tokushu Butai Jackal (特殊部隊ジャッカル) au Japon et Jackal aux États-Unis, est un jeu vidéo d'action en 3D développé par Konami, sorti en 1986 sur borne d'arcade. Le jeu a été adapté sur Amstrad CPC, Commodore 64, DOS, Famicom Disk System, Nintendo Entertainment System et ZX Spectrum.
Il s'agit d'un run and gun en vue de dessus avec des environnements qui se déploient par défilement vertical. Le joueur est aux commandes d'une jeep armée. Le jeu est jouable à deux en simultané.

## Accueil
- Famitsu : 28/40 (Famicom Disk System)[2]